# Antigues escoles nacionals (Els Hostalets de Pierola)

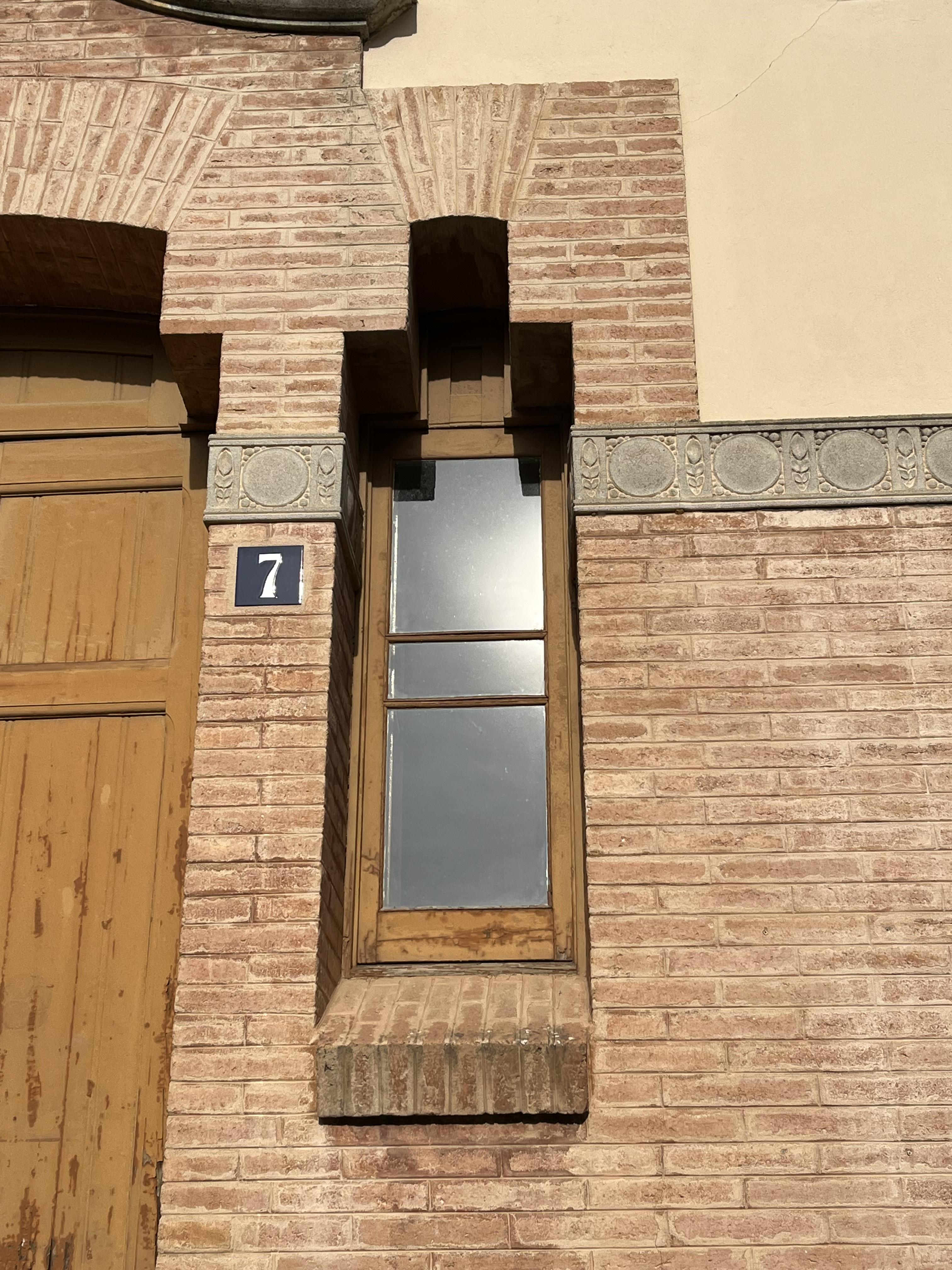
Finestra antigues escoles nacionals

L'edifici de l'escola Renaixença dels Hostalets de Pierola, les antigues Escoles Nacionals, és un edifici construït l'any 1919 seguint l'estil modernista a Els Hostalets de Pierola, un municipi situat a la comarca de l'Anoia, a la província de Barcelona, Catalunya.

## Història

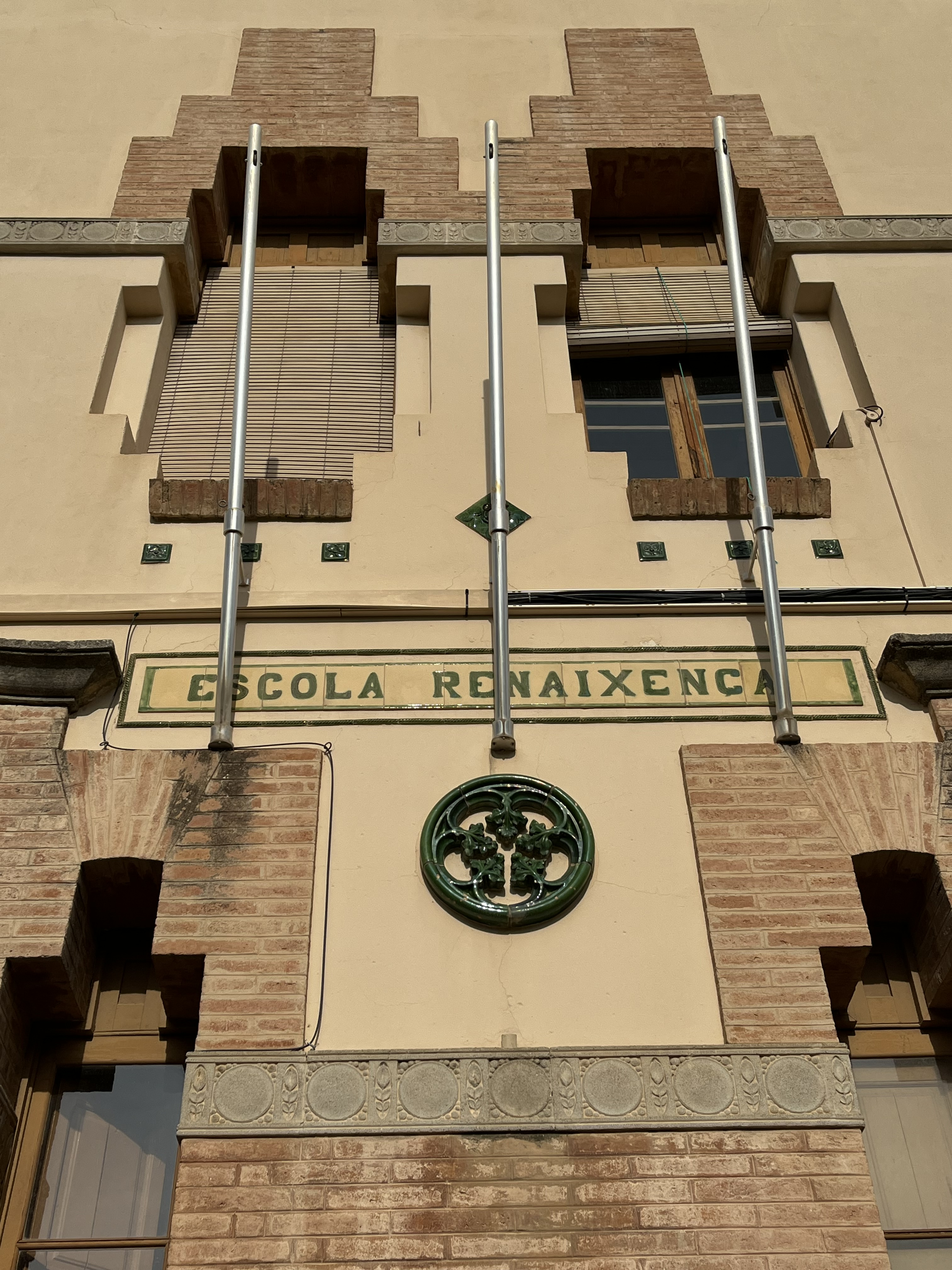
Façana principal de les antigues escoles nacionals, amb detall de ceràmica.

L'arquitecte d'aquest edifici va ser Josep Domènech i Mansana. Des de 1861, el nucli dels Hostalets de Pierola disposava d'escoles, però sempre ubicades en locals reduïts i provisionals. La funció inicial d'aquest edifici era tenir un centre educatiu per als nens i nenes del poble que estaven separats per sexe.  
Aquest edifici es va inaugurar l'any 1919 i va estar funcionant com a escola fins a l'any 2005. La seva construcció va durar des del 1914 al 1915.  
Amb el pas del temps i en construir la nova escola aquest edifici ha passat a ser l'arxiu municipal del poble dels Hostalets de Pierola, un espai per a joves i l'oficina de correus. El projecte de la nova escola Renaixença el va finançar el govern d'aquell moment, però el terreny el va cedir Joan Godó Llucià.

## Característiques
L'edifici de l'antiga escola La Renaixença és un edifici que s'emmarca dins l'estil arquitectònic del Modernisme català.

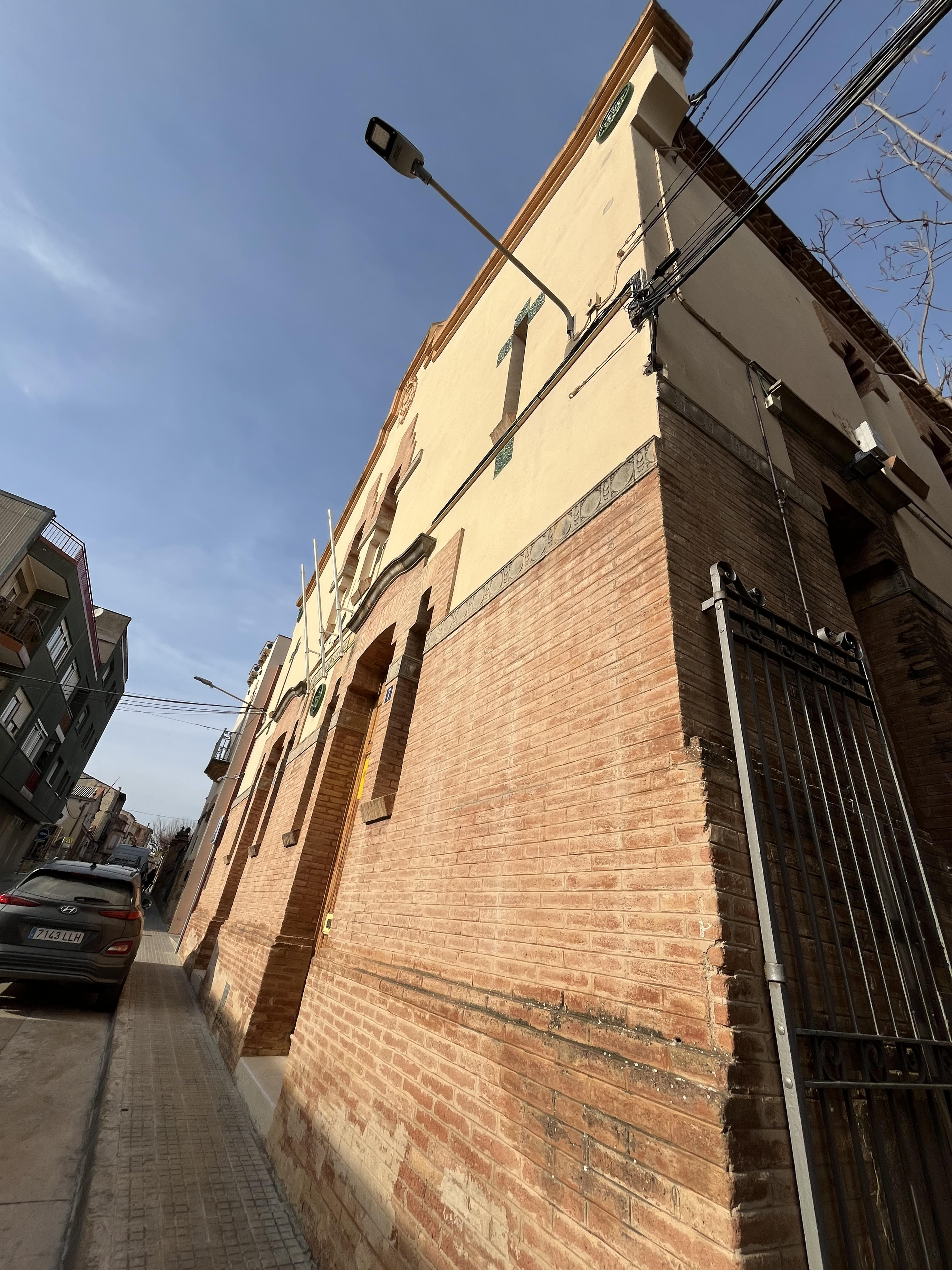
Façana lateral de les antigues escoles nacionals.

L'entrada de l'edifici és amb dues portes molt grans, per una entraven els nois i per l'altra entraven les noies. L'entrada principal té, a més, dues finestres a cada costat de cada porta. A un dels laterals hi ha un petit pati. L'edifici està format per dues plantes: la planta baixa i la planta superior.
La façana principal està senzillament decorada. A la part superior, a cada costat té dos ulls de bou decoratius de color verd amb unes flors a l'interior. La teulada fa pendent i té una forma quadrada. Al centre s'hi troba l'escut del poble dels Hostalets. Just al centre de la façana, sota dos grans finestrals hi ha tres quadrats amb flors verdes i a sota s'hi es pot observar el nom de l'escola Renaixença i just a sota una decoració ceràmica amb flors. També hi ha tres astes de banderes.
La façana lateral és molt més senzilla. En aquesta façana lateral les finestres són diferents, no són allargades sinó que són quadrades i amples. A sota, una filera una mica ampla amb un estampat diferent, amb circumferències. Totes les finestres estan envoltades amb rajoles decoratives amb una petita rapissa. Aquesta façana està dividida en dos espais, un primer espai a maó vista que envolta les portes principals i un altre superior que està enguixat. Actualment, la part enguixada està pintada de color beige.